# Michaił Koczkin
Michaił Wasiljewicz Koczkin (ros. Михаил Васильевич Кочкин; ur. 7 października 1979) – rosyjski biathlonista, dwukrotny medalista mistrzostw świata juniorów.

## Kariera
Pierwsze sukcesy osiągnął w 1999 roku, kiedy podczas mistrzostw świata juniorów w Pokljuce zdobył brązowy medal w sprincie i srebrny w biegu pościgowym. W Pucharze Świata zadebiutował 11 lutego 2000 roku w Östersund, zajmując 24. miejsce w sprincie, tym samym zdobywając pierwsze punkty. Jedyny raz na podium indywidualnych zawodów PŚ stanął 24 stycznia 2002 roku w Anterselvie, gdzie był trzeci w sprincie. Wyprzedzili go jedynie Austriak Daniel Mesotitsch i Ole Einar Bjørndalen z Norwegii. Najlepsze wyniki osiągnął w sezonie 2001/2002, kiedy zajął 26. miejsce w klasyfikacji generalnej. W 2001 roku brał udział w mistrzostwach świata w Pokljuce, zajmując 29. miejsce w biegu indywidualnym. Na rozgrywanych rok później mistrzostwach świata w Oslo był szesnasty w biegu masowym. Nigdy nie wystąpił na igrzyskach olimpijskich.

## Osiągnięcia

### Mistrzostwa świata
| Rok  | Miejscowość | Konkurencje | Konkurencje | Konkurencje | Konkurencje | Konkurencje | Konkurencje | Konkurencje |
| Rok  | Miejscowość | IN          | SP          | PU          | MS          | RL          | MR          | SR          |
| ---- | ----------- | ----------- | ----------- | ----------- | ----------- | ----------- | ----------- | ----------- |
| 2001 | Pokljuka    | 29.         | –           | –           | –           | –           | nd.         | –           |
| 2002 | Oslo        | nd.         | nd.         | nd.         | 16.         | nd.         | nd.         | –           |

### Mistrzostwa świata juniorów
| Rok  | Miejscowość | Konkurencje | Konkurencje | Konkurencje | Konkurencje | Konkurencje | Konkurencje | Konkurencje |
| Rok  | Miejscowość | IN          | SP          | PU          | MS          | RL          | MR          | SR          |
| ---- | ----------- | ----------- | ----------- | ----------- | ----------- | ----------- | ----------- | ----------- |
| 1999 | Pokljuka    | –           | 3.          | 2.          | nd.         | 5.          | nd.         | –           |

### Puchar Świata

#### Miejsca w klasyfikacji generalnej
| Sezon     | Miejsce |
| --------- | ------- |
| 1999/2000 | 73.     |
| 2000/2001 | 38.     |
| 2001/2002 | 26.     |
| 2002/2003 | 60.     |
| 2006/2007 | 74.     |
| 2007/2008 | 88.     |

#### Miejsca na podium chronologicznie
| Lp. | Dzień       | Rok  | Miejscowość | Konkurencja                | Lokata | Pudła   | Czas biegu | Strata | Zwycięzca         |
| --- | ----------- | ---- | ----------- | -------------------------- | ------ | ------- | ---------- | ------ | ----------------- |
| 1.  | 24 stycznia | 2002 | Anterselva  | Bieg indywidualny na 20 km | 3.     | 0+0+0+1 | 1:04:58,7  | +45,2  | Daniel Mesotitsch |